# Copa Colsanitas 2023
La Copa Colsanitas 2023 è un torneo femminile di tennis giocato sulla terra rossa. É la 25ª edizione della Copa Colsanitas nota per motivi di sponsor come Copa Colsanitas presentado por Zurich; fa parte della categoria WTA 250 nell'ambito del WTA Tour 2023. Si gioca al Centro De Alto Rendimento di Bogotà in Colombia, dal 3 al 9 aprile 2023.

## Partecipanti

### Teste di serie
| Nazionalità | Giocatrice          | Ranking* | Testa di serie |
| ----------- | ------------------- | -------- | -------------- |
| Belgio      | Elise Mertens       | 39       | 1              |
| Germania    | Tatjana Maria       | 65       | 2              |
| Spagna      | Nuria Párrizas Díaz | 88       | 3              |
|             | Kamilla Rachimova   | 92       | 4              |
| Italia      | Sara Errani         | 99       | 5              |
| Brasile     | Laura Pigossi       | 102      | 6              |
| Spagna      | Sara Sorribes Tormo | 106      | 7              |
| Argentina   | Nadia Podoroska     | 107      | 8              |

* Ranking al 20 marzo 2023.

### Altre partecipanti
Le seguenti giocatrici hanno ricevuto una Wild card per il tabellone principale:
- Emiliana Arango
- Eugenie Bouchard
- Antonia Samudio

La seguente giocatrice è entrata in tabellone con il ranking protetto:
- Francesca Jones

Le seguenti giocatrici sono passate dalle qualificazioni:

- Carolina Alves
- Nuria Brancaccio
- Sinja Kraus
- Natalija Stevanović
- Harmony Tan
- Rosa Vicens Mas

### Ritiri
Prima del torneo
- Kateryna Baindl → sostituita da  María Carlé
- Léolia Jeanjean → sostituita da  Carol Zhao
- Kaja Juvan → sostituita da  Katrina Scott
- Eva Lys → sostituita da  Aliona Bolsova
- Rebecca Peterson → sostituita da  Despoina Papamichaīl
- Camila Osorio → sostituita da  Mirjam Björklund
- Lucrezia Stefanini → sostituita da  Francesca Jones

## Partecipanti al doppio

### Teste di serie
| Nazione     | Giocatrice          | Nazione       | Giocatrice         | Rank1 | Seed |
| ----------- | ------------------- | ------------- | ------------------ | ----- | ---- |
| Georgia     | Natela Dzalamidze   |               | Kamilla Rachimova  | 153   | 1    |
| Stati Uniti | Kaitlyn Christian   | Stati Uniti   | Sabrina Santamaria | 168   | 2    |
| Spagna      | Aliona Bolsova      | Venezuela     | Andrea Gámiz       | 171   | 3    |
| Australia   | Olivia Tjandramulia | Taipei cinese | Wu Fang-hsien      | 200   | 4    |

* Ranking al 20 marzo 2023.

### Altre partecipanti
Le seguenti coppie di giocatrici hanno ricevuto una wild card per il tabellone principale:
- Emiliana Arango /  María Herazo González
- Irina Bara /  Sara Errani

### Ritiri
Prima del torneo
- Dalila Jakupović /  Rosalie van der Hoek → replaced by  Dalila Jakupović /  Despoina Papamichaīl

## Campionesse

### Singolare
Tatjana Maria ha sconfitto in finale  Peyton Stearns con il punteggio di 6-3, 2-6, 6-4.
- É il terzo titolo in carriera per Maria, il primo della stagione.

### Doppio
Irina Chromačëva /  Iryna Šymanovič hanno sconfitto in finale  Oksana Kalašnikova /  Katarzyna Piter con il punteggio di 6-1, 3-6, [10-6].